# Georg von Kopp
Georg von Kopp (Duderstadt, 25 de julio de 1837 - Troppau, 4 de marzo de 1914) fue un cardenal y obispo católico alemán.

## Biografía
Nació en Duderstadt el 25 de julio de 1837.
El papa León XIII lo elevó al rango de cardenal en el consistorio del 16 de enero de1893.
Murió el 4 de marzo de 1914 a la edad de 76 años.